# Джеймс Мотлюк
Джеймс Мотлюк (Броквіллі, Онтаріо, Канада) — кінорежисер українського походження. Після вивчення філософії у Трентському університеті він поїхав до Торонто та працював у Канадській радіомовній корпорації асистентом режисера телевізійного шоу під назвою Seeing Things. Він написав сценарій і зняв свій перший повнометражний фільм під назвою Неприємні бургери, який вийшов на екрани у 1993 році. Через Неприємні бургери він вступив до Гільдії письменників Канади. Більшу частину 1990-х років він працював сценаристом для телебачення. Його титри включають сезон у хіт-шоу Road to Avonlea. 
У 2000 році він випустив документальний фільм під назвою «Життя під Майком», який був профінансований американським кінорежисером Майклом Муром, у якому критично розглядався тодішній прем'єр-міністр Онтаріо Майк Гарріс.  У 2001 році цей фільм приніс йому нагороду в галузі прав людини.  У 2003 році він випустив другий документальний фільм, знятий разом з Марком Райтом, під назвою «Чий це університет?».  У цій роботі використовувався Університет Трента як тематичне дослідження та стверджувалося, що будь-які корпоративні зв’язки з вищою освітою є негативними, зокрема, показувалося, що весь кампус Університету Трент був подарований General Electric Canada, а його бібліотека — Bata Shoes Corporation. 
У 2009 році він випустив наступний документальний фільм під назвою «Таємниця Джаджо», який розкрив інтернування українців канадським урядом під час Першої світової війни. Цей фільм транслювався на OMNI TV у Канаді  та був запрошений на показ у Нью-Йорку в Колумбійському університеті у 2011 році  та в Українському музеї на Мангеттені наступного року. 
У 2020 році він створив оригінальну одногодинну науково-фантастичну драму «Сорока», дія якої розгортається у Су-Сент-Марі та заснована на маловідомій, але правдивій історії операцій з інтернування у Канаді під час Першої світової війни. 
Його фільми, як правило, симпатизують лівим, заохочуючи низові соціальні зміни.  Він займається незалежним продюсуванням через продюсерську компанію Guerrilla Films у Торонто. 

## Фільмографія
| рік      | Назва                      | Роль                             |
| -------- | -------------------------- | -------------------------------- |
| 1994 рік | Неприємні бургери          | Сценарист, продюсер, режисер     |
| 2000 рік | Життя під Майком           | Продюсер, режисер                |
| 2003 рік | Чий це університет?        | Сценарист, співрежисер, продюсер |
| 2009 рік | Таємниця Джаджо            | Продюсер, режисер                |
| 2011 рік | Життя в тіні               | Продюсер, режисер                |
| 2012 рік | Маршрут додому             | Сценарист, режисер, продюсер     |
| 2015 рік | Місце під назвою Шандро    | Виконавчий продюсер, режисер     |
| 2016 рік | Коновал: людина за медаллю | Режисер, продюсер                |